# 塔格糖
塔格糖在分类上属于己糖与酮糖，为D-果糖四号位碳所对应的差向异构体，存在于一些树胶的水解产物中。甜度與蔗糖相似，而產生的熱量只為蔗糖的三分之一，因此可作為低熱量甜味劑。